# Max Nosseck
Max Nosseck (19 de setembre de 1902 - 29 de setembre de 1972) va ser un director de cinema, actor i guionista alemany.

## Biografia
Nosseck va néixer a Nakel, aleshores a Prússia, però actualment Polònia. Nosseck es va establir com a director a la Indústria cinematogràfica alemanya, però a causa dels seus antecedents jueus es va veure obligat a emigrar després de la presa de poder pels nazis el 1933. Va dirigir pel·lícules a França, Espanya, Països Baixos i Estats Units.
El 1934 Max Nosseck va dirigir Buster Keaton, llavors lluitant contra l'alcoholisme i un divorci desordenat, al llargmetratge francès Le Roi des Champs-Élysées.
Les pel·lícules americanes de Nosseck el van tipificar com a director de temes sensacionalistes, generalment melodrames de rodamons juvenils. La seva pel·lícula d'explotació més famosa és Dillinger (1945), una pel·lícula de gàngsters que narra l'ascens i la caiguda de John Dillinger. La pel·lícula foi protagonitzada per Lawrence Tierney, amb qui Nosseck es va reunir per a dos thrillers de crim els anys posteriors. En un gir sorprenent, Nosseck va dirigir dues aventures animals saludables el 1946 i el 1947.
Després de les seves assignacions americanes, va tornar a treballar a les indústries cinematogràfiques alemanya i austríaca. Nosseck es va casar tres vegades: amb l'actriu austríaca Olly Gebauer, amb l'actriu alemanya Ilse Steppat i amb l'escriptora i aviadora Genevieve Haugen.
Va morir a Bad Wiessee.

## Filmografia selecta
Director
- Liebeskleeblatt (1930)
- Der Tanz ins Glück (1930)
- Einmal möcht' ich keine Sorgen haben (1932)
- Es geht um alles (1932)
- Gado Bravo (1934)
- Una semana de felicidad (1934)
- Le Roi des Champs-Élysées (1934)
- De Big van het Regiment (1935)
- Aventura oriental (1935)
- Oranje Hein (1936)
- Overture to Glory (1940)
- Girls Under 21 (1940)
- Gambling Daughters (1941)
- Dillinger (1945)
- L'estrangulador de Brighton (1945)
- Black Beauty (1946)
- The Return of Rin Tin Tin (1947)
- Kill or Be Killed (1950)
- Korea Patrol (1951)
- The Hoodlum (1951)
- Garden of Eden (1954)
- Der Hauptmann und sein Held (1955)
- ...und wer küßt mich? (1956)
- Singing in the Dark (1956)

Guionista
- Münchhausen in Afrika (1958)

Actor
- Derby. Ein Ausschnitt aus der Welt des Trabersports (1926)
- Liebeskleeblatt (1930)
- Der Tanz ins Glück (1930)
- Sperrbezirk (1966)
- Wie kommt ein so reizendes Mädchen zu diesem Gewerbe? (1970)
- Die Herren mit der weißen Weste (1970)